# Alrie Guna Dharma
Alrie Guna Dharma (* 9. Juli 1991 in Bandung) ist ein indonesischer Badmintonspieler.

## Karriere
Alrie Guna Dharma wurde in der indonesischen Superliga 2011 Vizemeister mit dem Herrenteam von PB Jayaraya Suryanaga. Im gleichen Jahr siegte er bei den Bangladesh International im Herreneinzel, wobei er im Finale den Italiener Rosario Maddaloni mit 21:17 und 21:18 bezwingen konnte. Weitere internationale Starts hatte er unter anderem bei den Kharkov International, den Malaysia International, den Bahrain International, den Vietnam International, den Singapur International, den Indonesia International und den Iran International.